# Inti-Illimani sinfónico
Inti-Illimani sinfónico, también conocido como simplemente Sinfónico, es el trigésimo álbum de estudio de la banda chilena Inti-Illimani, publicado originalmente en noviembre de 1999 por el sello chileno EMI Odeón Chile y grabado entre junio y septiembre del mismo año, en conjunto con la Orquesta clásica de la Universidad de Santiago, dirigida por Santiago Meza y con quienes también publicaron el álbum La rosa de los vientos, en junio de ese mismo año. Además cuenta con arreglos musicales de los maestros José Miguel Tobar y Roberto de Simone.

## Lista de canciones
| Inti-Illimani sinfónico |                                            |                                  |          |  |
| N.º                     | Título                                     | Escritor(es)                     | Duración |  |
| 1.                      | «El mercado de Testaccio»                  | Horacio Salinas                  | 4:16     |  |
| 2.                      | «América novia mía»                        | Patricio Manns                   | 3:49     |  |
| 3.                      | «Medianoche»                               | Patricio Manns, Horacio Salinas  | 4:15     |  |
| 4.                      | «El corazón a contraluz»                   | Horacio Salinas                  | 6:18     |  |
| 5.                      | «Danza»                                    | Horacio Salinas                  | 5:52     |  |
| 6.                      | «La fiesta de La Tirana»                   | tradicional chilena              | 3:02     |  |
| 7.                      | «Sensemayá (canto para matar una culebra)» | Nicolás Guillén, Horacio Salinas | 3:31     |  |
| 8.                      | «Canna austina»                            | Roberto de Simone                | 9:23     |  |
| 9.                      | «El aparecido»                             | Víctor Jara                      | 3:54     |  |
| 10.                     | «El mercado Testaccio»                     | Horacio Salinas                  | 1:53     |  |
| 11.                     | «Huañacagua»                               | Horacio Salinas                  | 2:29     |  |
| 48:48                   |                                            |                                  |          |  |

## Créditos
- Orquesta clásica de la Universidad de Santiago, dirigida por Santiago Meza.

Inti-Illimani
- Jorge Ball: cuatro venezolano, flauta traversa, Flautín, quena, sicu, maracas, voz
- Daniel Cantillana: violín, sicu, voz
- Jorge Coulón: sicu, tiple, dulcémele a martillo, voz
- Marcelo Coulón: flauta traversa, flautín, quena, voz
- Horacio Durán: charango
- Horacio Salinas: guitarra,  tiple, cajón peruano, voz
- Efrén Viera: clarinete, percusión

Arreglos musicales
- Roberto de Simone: temas 2, 8 y 9
- José Miguel Tobar: temas restantes

Colaboración
- Antonio Larrea: fotografía
- Pedro Cano: diseño de cubierta